# Arnhofen (Inchenhofen)
Arnhofen ist ein Ortsteil des Marktes Inchenhofen im Landkreis Aichach-Friedberg (Bayern). Die Einöde Arnhofen liegt ungefähr einen Kilometer westlich von Inchenhofen.

## Geschichte
Die früheste urkundliche Erwähnung der Einöde stammt von 1294. Arnhofen kam aufgrund des Gemeindeedikts von 1818 zur Gemeinde Sainbach, die im Zuge der Gemeindegebietsreform am 1. Januar 1978 zum Markt Inchenhofen kam.

## Baudenkmäler
Siehe auch: Liste der Baudenkmäler in Arnhofen
- Hofkapelle St. Sebastian